# Pascale Roze
Pour les articles homonymes, voir Roze.
Pascale Roze, née le 22 mars 1954 à Saïgon, est une écrivaine et romancière française. Elle a reçu le prix Goncourt en 1996 pour son roman Le Chasseur Zéro.

## Biographie

### Famille
Pascale Roze naît en Indochine française, deux mois avant Diên Biên Phu, d'un père officier de marine et d'une mère dont la famille travaille dans le commerce avec l'Indochine. Son grand-père, installé pendant vingt ans en Cochinchine, a occupé les fonctions de maire de Cholon.

### Parcours littéraire
Après une licence de lettres, elle a travaillé pendant dix ans avec Gabriel Garran, d'abord au Théâtre de la Commune à Aubervilliers puis au Théâtre International de Langue Française. En 1994, elle publie son premier livre, un recueil de nouvelles intitulé Histoires dérangées aux éditions Julliard.
Son deuxième livre, un roman, Le Chasseur Zéro, obtient le prix Goncourt en novembre 1996. François Nourissier, président du jury pour la première année, a utilisé dès le troisième tour sa double voix.
De 2006 à 2010, elle a été chroniqueuse pour la littérature dans l'émission radiophonique Cosmopolitaine, présentée par Paula Jacques sur France Inter.
Depuis, elle écrit principalement des romans mais aussi un second recueil de nouvelles et un essai sur le poète Horace.
Parallèlement à ses propres ouvrages, elle anime des ateliers d'écriture, dans le cadre d'institutions, collèges, lycées, hôpitaux (Marmottan), maisons d'arrêt, et à Sciences Po.
Depuis 2018, elle est jurée du Prix Médicis.

### Vie privée
En 1997, elle épouse l'écrivain suisse Claude Delarue, auteur notamment du roman En attendant la guerre (Seuil 1989), mort en 2011 des suites d'une greffe cardiaque.

## Thèmes
Ses thèmes de prédilection tournent autour du lien entre l’Histoire et les destins individuels. Elle s’intéresse également à l’Antiquité, notamment, à travers deux livres Un homme sans larmes, essai sur le poète Horace et Le Roman de Mécène, paru en janvier 2025, ami des poètes et de l’empereur Auguste qui donnera son nom au mécénat. Son écriture, au départ très inspirée de Marguerite Duras, s’est enrichie des références de Tchekhov et Virginia Woolf. Un colloque international intitulé « Pascale Roze : entre réalité et fiction » s’est tenu en 2010, en Roumanie, à l’université Babes-Bolyai, de la ville de Cluj.

### À propos de quelques livres
- L’eau rouge (2006)

1948. Nous voici plongés en Indochine avec Laurence Bertilleux, jeune femme élevée dans le corset d’une bourgeoisie mortifère, choisissant de devenir psychologue de l’armée française, d’abord à Saïgon puis à Chaudoc, au bord d’un bras du Mékong, près de la frontière du Cambodge. Elle se trouve mêlée à la vie de garnison, faite d’attentes et d’irruption de la violence. Pascale Roze la suit dans son quotidien, le bonheur de son émancipation mêlé à ses responsabilités apparemment sans conséquence.  « Drôle d'ambiance : alors qu'on danse chez le Résident, que le commandant hésite entre tomates farcies et bœuf en daube, et qu'on boit des VCS (vermouth, cassis, soda), la lutte contre le Vietminh s'intensifie. Laurence, bonne fille, combative et loyale, toujours éblouie par la vie, s'applique à ses tâches. Jusqu'à cette faute, infligée au faible, impardonnable. Cinquante ans plus tard, la mémoire la rattrape, la honte la submerge. Ainsi vont les gens honnêtes… Incapables d'accepter petitesses et injustices. 
C'est cette dualité, cette leçon de vie “sans en avoir l'air”, qui ravit dans le dernier roman de Pascale Roze. Dix ans après son prix Goncourt pour Le Chasseur Zéro, saluons la finesse de cet auteur attachant. » Article paru dans L'Express, le 22 juin 2006.
- Itsik (2008)

Itsik est l’histoire d’un homme quittant sa Pologne natale à 19 ans pour bâtir une vie en France, une famille et une petite entreprise de tricot. Arrêté en mai 1941 dans la rafle du billet vert, il partira pour Auschwitz par le quatrième convoi. Dans ce court roman très épuré, Pascale Roze rend hommage aux hommes de bonne volonté balayés par la cruauté de l’Histoire. Elle s’attache à faire passer la compréhension de ce qui est historique par des sensations immédiates.
« Les maux et les douleurs d'une vie ordinaire que Pascale Roze restitue dans un roman bouleversant de justesse et de dignité.» Christine Rousseau, article paru en 2008 dans Le Monde.
- Passage de l’amour (2014)

Passage de l’amour est un recueil de dix-huit nouvelles que l’auteure dit être écrit comme une série de chansons rappelant des moments de sa vie, prenant soin d’ajouter chaque fois le sourire et l’humour à la mélancolie ou la souffrance. 
Jean-Louis Ezine l’a bien senti. Il écrit : « Pascale Roze, une ancienne lauréate du Goncourt, nous refait le coup de la tortue, mais à l'envers. Ce n'est plus la tortue qui tue, c'est la tortue qui sauve, pour la rédemption de l'espèce. Résumons : une comédienne (le théâtre n'est jamais loin), désespérée de n'avoir pas été retenue par le metteur en scène pour “les Trois Sœurs”, décide de mourir et choisit la noyade. Elle se jette du bateau de ses amis, en méditerranée, la nuit, pendant son quart. La mort tarde cependant, car pour son malheur elle sait nager et, circonstance aggravante, elle a négligé de se lester la cheville d'un bon moellon. C'est alors que surgit une tortue de haute mer, laquelle, accueillant sur son dos la jeune femme épuisée, va la déposer pour son salut dans des eaux fréquentées par les humains. Et vous savez le plus fort ? C'est qu'on y croit. On y croit même à fond la caisse (et pour ce qui est de la caisse, la tortue caouanne n'en manque pas). Un incompréhensible soulagement vous gagne, une confiance inconnue. Presque une envie de dire merci. » Article paru dans Le nouvel observateur n°2573, le 27 février 2014.

## Œuvres

### Romans, récits et nouvelles
- Histoires dérangées (nouvelles), éditions Julliard, 1994 ; LGF-Le livre de poche, 1998
- Le Chasseur Zéro (roman), éditions Albin Michel, 1996 ; LGF-Le livre de poche, 1998 — prix du premier roman et prix Goncourt
- Ferraille (roman), éditions Albin-Michel, 1999 ; LGF-Le livre de poche, 2001
- Lettre d'été (récit), éditions Albin-Michel, 2000 ; LGF-Le livre de poche, 2002 — prix Maurice-Genevoix
- Parle-moi (roman), éditions Albin-Michel, 2003 ; LGF-Le livre de poche, 2005
- Un homme sans larmes (récit), éditions Stock, 2005 ; LGF-Le livre de poche 2007
- L'Eau rouge (roman), éditions Stock, 2006 ; éditions Gallimard-Folio, 2007
- Itsik (roman), éditions Stock, 2008 ; éditions Gallimard-Folio, 2009
- Aujourd'hui les cœurs se desserrent (roman), éditions Stock, 2011
- Passage de l'amour (nouvelles), éditions Stock, 2014
- Lonely Child (roman), éditions Stock, 2017
- La Belle Hélène (roman), éditions Stock, 2020
- Le Roman de Mécène (roman), éditions Stock, 2025 - Prix Maurice Druon du roman historique 2025[6]

### Théâtre
- Mary contre Mary
- Tolstoï la nuit, 1981 — prix Arletty de l'universalité de la langue française